# 青木鱼属
青木魚屬（學名：Aokiichthys），為生存於白堊紀早期的基幹骨舌鱼亞目成員，屬於中小型魚類，化石皆發現日本的九州島，在下白堊統豪特里維階至巴列姆階的道原組（Dobaru Formation）與千石組（Sengoku Formation）地層中相當常見，和日本弓鰭魚皆為此地層的標準化石。青木魚的屬名來自正模標本的發現者青木建諭（Tateyu Aoki），現今北九州市立自然與人類歷史博物館（正模標本存放地）所收藏的青木魚標本中大部分即是由他發現並捐贈的。

## 種
- 鳥山氏青木魚（学名： Yabumoto, 1994）

正模標本：KMNH VP 100,160
為本屬模式種。體長 3.5 至 7.5 公分不等，身體較纖細（與同屬的其他種比較下）。化石發現於福岡縣北九州市，其種名是為了紀念已故日本地質學家鳥山隆三。
- 張氏青木魚（学名： Yabumoto, 1994）

正模標本：KMNH VP 100,166
體長 6.3 至 8.3 公分不等，身體較纖細（與同屬的其他種比較下）。化石發現於福岡縣北九州市，其種名是來自中國科學院古脊椎動物與古人類研究所的古脊椎動物學家張彌曼。
- 太田氏青木魚（学名： Yabumoto, 1994）

正模標本：KMNH VP 100,173
體長 5.5 至 6 公分不等，身體非常深厚。化石發現於福岡縣北九州市，其種名是來自太田正道博士，他對北九州的古魚類研究有極大的貢獻。
- 上野氏青木魚（学名： Yabumoto, 1994）

正模標本：KMNH VP 100,176
體長 5 至 6 公分不等，身體相當深厚。化石發現於福岡縣北九州市，其種名是來自日本魚類學家上野輝彌，以感謝他在化石發掘時所提供的建議。
- 偏前鰭青木魚（学名： Yabumoto, 1994）

正模標本：KMNH VP 100,155
體長 14 至 15 公分不等，是本屬體型最大的種。化石發現於福岡縣北九州市，其種名指的是「偏前位的背鰭」，意指本種的背鰭位置較偏前；prae，指前面的。